# Elecciones presidenciales de Ecuador de 1968
Las elecciones presidenciales de Ecuador de 1968 fue el proceso electoral el cual tuvo por objetivo la elección de un nuevo Presidente Constitucional y Vicepresidente Constitucional de la República del Ecuador. 

## Antecedentes
Se llevó a cabo el 2 de junio de 1968. Resultó triunfador el Dr. José María Velasco Ibarra, por quinta vez. Bajo la nueva constitución y ley electoral, se mantuvo el sistema de partidos políticos, siendo agregado que todos los partidos tendrán un casillero representado por un número.
Entre los candidatos que participaron estuvieron tres expresidentes José María Velasco Ibarra, Andrés F. Córdova, candidato del liberalismo y de sectores socialistas con el apoyo de la Concentración de Fuerzas Populares (CFP), Camilo Ponce Enríquez por la Derecha socialcristiana y conservadora, Jorge Crespo Toral por la Extrema Derecha nacionalsindicalista y Elías Gallegos Anda por los comunistas, socialistas y otros sectores de la Izquierda.

## Desarrollo
Triunfó Velasco Ibarra con 280.370 votos seguido de Andrés F. Córdova con 264.312, Camilo Ponce Enríquez obtuvo	259.833 votos, Jorge Crespo obtuvo 31.991 votos y Elías Gallegos con 17.040 votos,  en esta elección no ganó la Vicepresidencia el compañero de fórmula de Velasco Ibarra el Dr. Víctor Hugo Sicouret Pazmiño, sino asumió el Dr. Jorge Zavala Baquerizo, que acompañaba en la papeleta al Dr. Córdova. Velasco Ibarra llegó al poder ganando en solamente 3 provincias: Guayas, El Oro y Los Ríos.

## Candidatos
| Lista | Partido / Movimiento | Partido / Movimiento | Presidente                        | Cargos importantes                                                                 | Vicepresidente                      | Cargos Importantes                                            | Eslogan              |
| ----- | -------------------- | --- | --------------------------------- | ---------------------------------------------------------------------------------- | ----------------------------------- | ------------------------------------------------------------- | -------------------- |
| 2 3 4 |                      | Frente de Izquierda Democrática: - Partido Liberal Radical Ecuatoriano - Partido Socialista Ecuatoriano - Concentración de Fuerzas Populares | Andrés F. Córdova Nieto (PLRE)    | Presidente Encargado de la República (1939 - 1940)                                 | Jorge Zavala Baquerizo (PLRE)       | Diputado por Guayas (1956 - 1958)                             | "Pan con Libertad"   |
| 5     |                      | Acción Revolucionaria Nacionalista Ecuatoriana                                                                                               | Jorge Crespo Toral (ARNE)         | Diputado por Pichincha (1966 - 1967)                                               | Eudoro Cevallos de la Jara (Ind.)   | Ministro de Obras Públicas (1965 - 1966)                      |                      |
| 6 1   |                      | Alianza Popular: - Partido Social Cristiano - Partido Conservador Ecuatoriano                                                                | Camilo Ponce Enríquez (PSC)       | Presidente de la República (1956 - 1960)                                           | Roberto Nevárez Vásquez (PCE)       | Ministro de Previsión Social y Trabajo (1952 - 1953) (1962)   | "Vuelven las Obras"  |
| 9     |                      | Unión Democrática Popular | Elías Gallegos Anda Paredes (UDP) | Secretario de Unión Democrática Popular                                            | Gonzalo Villalba Coloma (UDP)       | Vicepresidente de la Confederación de Trabajadores de Ecuador |                      |
| 10    |                      | Federación Nacional Velasquista | José María Velasco Ibarra (FNV)   | Presidente de la República (1934 - 1935) (1944 - 1947) (1952 - 1956) (1960 - 1961) | Víctor Hugo Sicouret Pazmiño (Ind.) | Presidente del Instituto Nacional de Previsión (1964 - 1968)  | "Liberación Popular" |

## Resultados
Velasco Ibarra se convirtió en el primer presidente en ser electo para ejercer la presidencia por sexta vez, y el primero y único hasta la fecha en asumir el cargo por 5.ª vez.
| Lista | Partido                                            | Binomio Presidencial                                     | Votos   | %       |
| ----- | -------------------------------------------------- | -------------------------------------------------------- | ------- | ------- |
| 10    | Federación Nacional Velasquista                    | José María Velasco Ibarra / Víctor Hugo Sicouret Pazmiño | 280.370 | 32.85%  |
| 2 3 4 | Frente de Izquierda Democrática (PLRE - PSE - CFP) | Andrés F. Córdova / Jorge Zavala Baquerizo               | 264.312 | 30.97%  |
| 6 1   | Alianza Popular (PSC - PCE)                        | Camilo Ponce Enríquez / Roberto Nevárez Vásquez          | 259.833 | 30.44 % |
| 5     | Acción Revolucionaria Nacionalista Ecuatoriana     | Jorge Crespo Toral / Eudoro Cevallos de la Jara          | 31.991  | 3.75%   |
| 9     | Unión Democrática Popular                          | Elías Gallegos Anda / Gonzalo Villalba                   | 17.040  | 1.99%   |

### Resultados a nivel provincial
| Provincias            | José María Velasco Ibarra | Andrés F. Córdova | Camilo Ponce | Jorge Crespo | Elías Gallegos |
| --------------------- | ------------------------- | ----------------- | ------------ | ------------ | -------------- |
| Azuay                 | 23,5%                     | 25,8%             | 46,7%        | 2,5%         | 1,5%           |
| Bolívar               | 19,1%                     | 31,1%             | 40,3%        | 6,8%         | 2,7%           |
| Cañar                 | 16,1%                     | 42,0%             | 36,6%        | 3,0%         | 2,2%           |
| Carchi                | 9,4%                      | 45,1%             | 41,2%        | 3,1%         | 1,2%           |
| Cotopaxi              | 24,5%                     | 27,7%             | 40,8%        | 4,7%         | 2,4%           |
| Chimborazo            | 29,2%                     | 30,0%             | 32,4%        | 6,1%         | 2,2%           |
| El Oro                | 46,5%                     | 23,6%             | 25,2%        | 2,7%         | 2,0%           |
| Esmeraldas            | 24,6%                     | 37,5%             | 33,8%        | 2,5%         | 1,6%           |
| Guayas                | 44,3%                     | 29,9%             | 21,5%        | 2,1%         | 2,2%           |
| Imbabura              | 22,5%                     | 27,1%             | 42,4%        | 6,5%         | 1,5%           |
| Loja                  | 33,3%                     | 18,7%             | 44,7%        | 1,9%         | 1,4%           |
| Los Ríos              | 47,6%                     | 21,7%             | 22,0%        | 4,8%         | 4,0%           |
| Manabí                | 33,8%                     | 39,5%             | 23,3%        | 1,9%         | 1,5%           |
| Pichincha             | 30,8%                     | 35,6%             | 26,5%        | 5,5%         | 1,5%           |
| Tungurahua            | 28,0%                     | 26,4%             | 36,2%        | 5,5%         | 3,9%           |
| Amazonía y Galápagos* | 23,8%                     | 24,6%             | 47,0%        | 3,4%         | 1,2%           |

- Según los datos del CNE, Córdova ganó Galápagos, pero no presenta los datos numéricos.

Fuente:

## Elecciones presidenciales de 1972
Estas iban a ser las siguientes elecciones presidenciales, convocadas por el presidente José María Velasco Ibarra para retornar al orden constitucional, programadas para junio de 1972. La precampaña fue dominada por el exalcalde de Guayaquil populista Assad Bucaram, a quién se le permitió regresar del exilio, convirtiéndose en el gran favorito para ganar la contienda, ganando ampliamente en todas las encuestas, realizando inicialmente una alianza con la Izquierda Democrática, teniendo como candidato vicepresidencial a Luis Pallares Zaldumbide, pero luego optó por aliarse al Partido Liberal Radical Ecuatoriano, retirándole el apoyo la ID.
Velasco Ibarra intentó forjar un Frente Nacional con su partido, el liberalismo, el socialismo, el comunismo, el cidismo, el socialcristianismo y el arnismo, pero esta no cuajó al no llegar a un acuerdo al determinar al candidato presidencial. Se forjó posteriormente un Frente de Izquierda, conformado por el Partido Nacionalista Revolucionario, la Izquierda Democrática y el Partido Socialista Ecuatoriano, el cual se desmembró de igual manera al retirarse la ID, al no ser nominado Andrés F. Córdova como el candidato presidencial, sino Carlos Julio Arosemena Monroy. 
El ministro de gobierno Jaime Nebot Velasco intentó forjar documentos de ciudadanía para impedir la candidatura de Assad Bucaram al acusarlo de ser un ciudadano libanés de nombre Fortunato Khoury Buraye, táctica que fracaso por la presión popular, resultando en la dispersión de los partidos políticos en varios candidatos y la resignación del gobierno velasquista a un futuro gobierno de Assad Bucaram, lo que precipitó el derrocamiento de Velasco Ibarra en febrero de 1972, antes del inicio de la campaña electoral, motivo por el que varios binomios no estaban completados, significando el ingreso de una nueva dictadura militar con Guillermo Rodríguez Lara, para evitar un gobierno populista durante la bonanza petrolera de los años 70.

#### Precandidatos
| Lista | Partido / Movimiento | Partido / Movimiento | Presidente                          | Cargos Previos                                         | Vicepresidente                       | Cargos Previos                                |
| ----- | -------------------- | --- | ----------------------------------- | ------------------------------------------------------ | ------------------------------------ | --------------------------------------------- |
| 1 5 7 |                      | Frente de Restauración Nacional: - Partido Conservador Ecuatoriano - Acción Revolucionaria Nacionalista Ecuatoriana - Partido Patriótico Popular | Carlos Arízaga Vega (PCE)           | Vicepresidente de la Cámara de Diputados (1961 - 1963) | -                                    | -                                             |
| 4 2   |                      | Concentración de Fuerzas Populares Partido Liberal Radical Ecuatoriano                                                                           | Assad Bucaram Elmhalin (CFP)        | Alcalde de Guayaquil (1962 - 1963) (1967 - 1970)       | Ignacio Hidalgo Villavicencio (PLRE) | Diputado por Manabí (1966 - 1967)             |
| 6     |                      | Partido Social Cristiano | Camilo Ponce Enríquez (PSC)         | Presidente de la República (1956 - 1960)               | -                                    | -                                             |
| 8     |                      | Coalición Institucionalista Democrática | Otto Arosemena Gómez (CID)          | Presidente de la República (1966 - 1968)               | -                                    | -                                             |
| 10    |                      | Federación Nacional Velasquista | Jaime Nebot Velasco (FNV)           | Ministro de Gobierno (1971 - 1972)                     | Carlos Cornejo Orbe (FNV)            | Procurador General del Estado (1970 - 1972)   |
| 11 3  |                      | Frente de la Patria: - Partido Nacionalista Revolucionario - Partido Socialista Ecuatoriano                                                      | Carlos Julio Arosemena Monroy (PNR) | Presidente de la República (1961 - 1963)               | Gonzalo Oleas Zambrano (PSE)         | Presidente del Partido Socialista Ecuatoriano |
| -     |                      | Partido Demócrata Cristiano | Gil Barragán Romero (PDC)           | Ministro de Previsión Social y Trabajo (1968 - 1969)   | -                                    | -                                             |
| -     | -                    | Independiente | Jaime del Castillo Álvarez          | Alcalde de Quito (1967 - 1970)                         | -                                    | -                                             |

Fuente: